# Hästveda landskommun
Hästveda landskommun var en tidigare kommun i Östra Göinge härad i dåvarande Kristianstads län. 

## Administrativ historik
Den inrättades som landskommun i Hästveda socken när de svenska kommunalförordningarna trädde i kraft år 1863. I kommunen inrättades 11 mars 1887 Hästveda municipalsamhälle som upplöstes 31 december 1959.
Vid kommunreformen 1952 bildade den storkommun tillsammans med tidigare Farstorps landskommun (Västra Göinge härad).
Kommunen fanns kvar till 1974 då dess område gick upp i Hässleholms kommun.
Kommunkoden var 1128.

### Kyrklig tillhörighet
I kyrkligt hänseende tillhörde kommunen Hästveda församling. Den 1 januari 1952 tillkom Farstorps församling.

## Geografi
Hästveda landskommun omfattade den 1 januari 1952 en areal av 139,93 km², varav 133,65 km² land.

### Tätorter i kommunen 1960
I Hästveda landskommun fanns tätorten Hästveda, som hade 1 109 invånare den 1 november 1960. Tätortsgraden i kommunen var då 39,6 procent.

## Politik

### Mandatfördelning i valen 1938-1970
| 8 | 12 |

| 20 |

| 8 | 12 |

| 19 |

| 7 | 9 | 2 | 2 |

| 20 |

| 13 | 15 | 4 | 3 |

| 33 |

| 12 | 13 | 5 | 5 |

| 32 |

| 10 | 16 | 3 | 6 |

| 30 | 5 |

| 11 | 16 | 3 | 5 |

| 29 | 6 |

| 11 | 16 | 2 | 6 |

| 29 | 6 |

| 11 | 16 | 2 |  | 5 |

| 30 | 5 |